# St.-Olav-Klosterkirche von Tønsberg

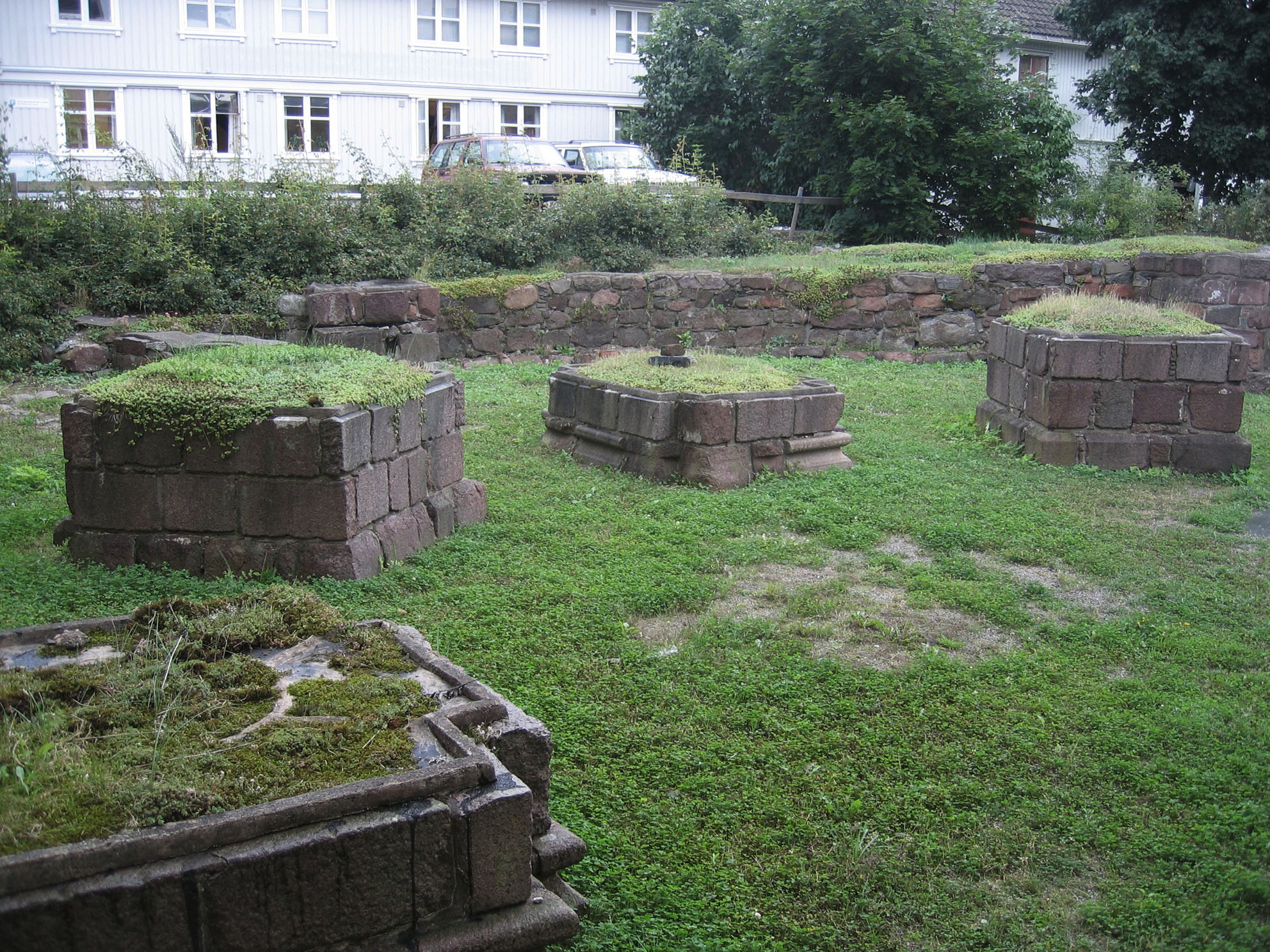
Ruinen

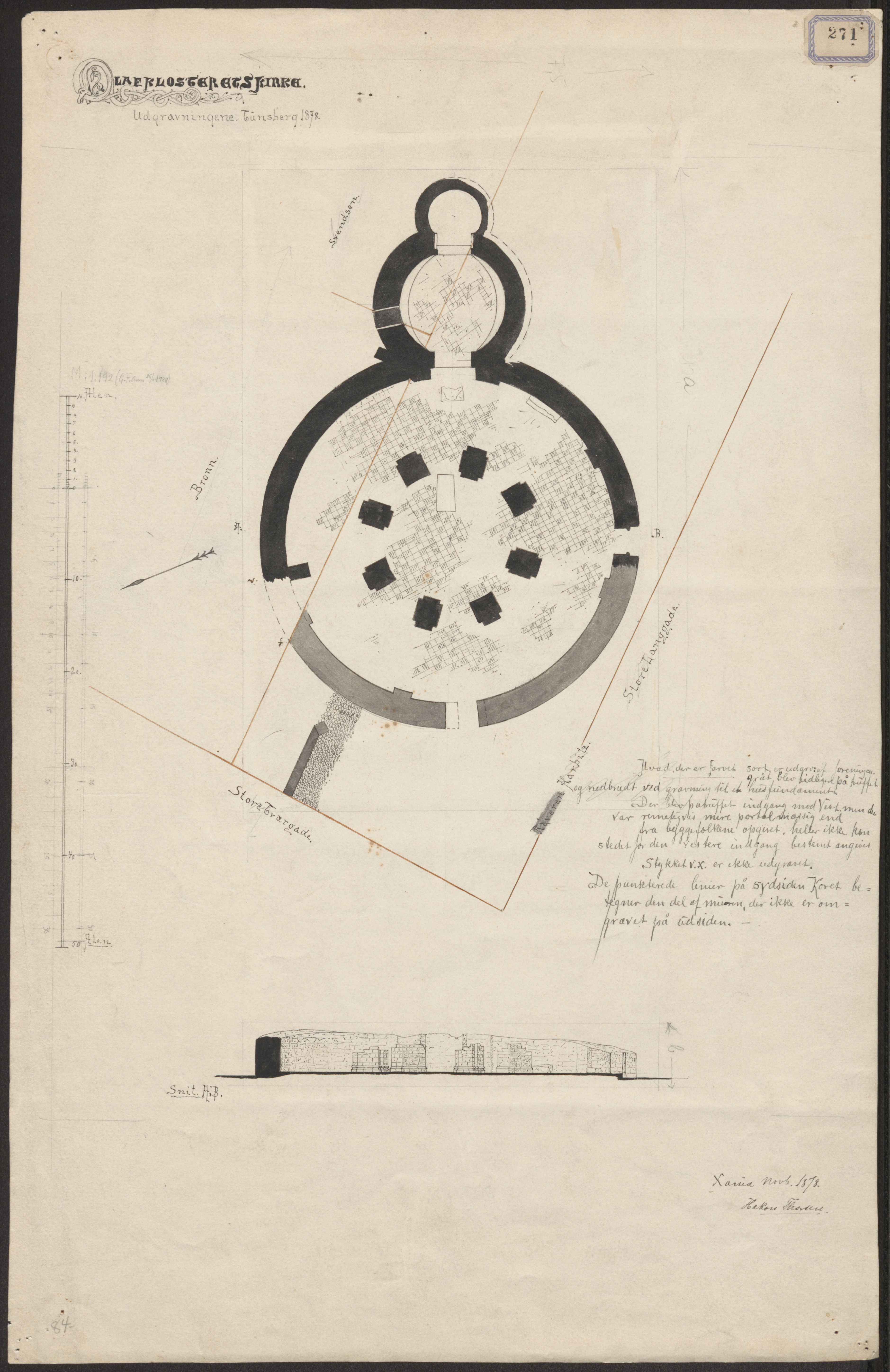
Grundriss der Olavskirche (ohne die Sakristei)

Die St.-Olav-Klosterkirche in Tønsberg (norwegisch Olavsklosteret i Tønsberg) war die einzige bekannte Rundkirche Norwegens. Von ihr sind nur die Fundamente erhalten.

## Aufbau und Geschichte
Tønsberg, die älteste Stadt Norwegens, liegt in der Provinz Vestfold. Die St.-Olav-Kirche war Teil einer mittelalterlichen Klosteranlage des Prämonstratenserordens. Ihr Bau wurde in der zweiten Hälfte des 12. Jahrhunderts begonnen, 1191 fertiggestellt und dem Heiligen Olav geweiht. Die Wahl einer Rundkirche (norwegisch rundkirke) als Klosterkirche gilt als einzigartig. Sonst ist nur die im 12. Jahrhundert erbaute Klosterkirche St. Michaelis auf dem Berge in Schleswig bekannt, die nach der Auflösung des Konvents 1192 als Pfarrkirche weitergenutzt wurde, bis sie 1870 abgetragen wurde.  Zudem war die St.-Olav-Klosterkirche in ihren Ausmaßen die wohl größte Rundkirche Skandinaviens. Als Erklärung für ihre Größe und ihre Form könnte der bis heute anhaltende Kult um den Schrein von König Olav II. Haraldsson (St. Olav) dienen, welcher sich im Oktogon des Nidarosdoms von Trondheim (ehem. in Nidaros) befindet.
Bereits wenige Jahre nach ihrer Weihe, im März 1207, wurde hier König Erling Magnusson Steinvegg beigesetzt. Das St.-Olav-Kloster war ein reiches und mächtiges Kloster und spielte in vielerlei Hinsicht eine Rolle im historischen Zeitgeschehen. Es konnte seine Position jedoch im Zuge der Reformation nicht behaupten und kam im Jahre 1532 in königlichen Besitz. 1536, vier Jahre nach der Säkularisation des Klosters, brannte die Anlage nieder. Einige Teile konnten wieder aufgebaut werden und wurden seither als Lehnsherren-Residenz von Erik Ugerup (1500–1571) genutzt, der durch Erlass Königs Frederik I. Eigentümer des Klosters war. Der größte Teil der ehemaligen Klosterländereien ging später in den Besitz der Grafschaft Jarlsberg über. Die Kirche wurde bis auf das Fundament abgetragen und teilweise überbaut.
Der Rundbau hatte einen Innendurchmesser von 23 m. Die Decke wurde im Inneren von acht Pfeilern getragen. Diese Pfeiler teilten die Rundkirche in einen umlaufenden Raum und einen Mittelraum mit acht Metern Durchmesser. Der Mittelraum hatte vermutlich eine höhere Deckenhöhe als der umlaufenden Raum. Sowohl der runde Chor als auch die nördlich angrenzende halbkreisförmige Sakristei hatten den gleichen Durchmesser wie der Mittelraum. An den Chor schloss sich Richtung Osten eine ebenfalls runde Apsis an. Diese Bauform ist nirgends sonst belegt. Im Westen und Süden befanden sich Portale.
Im Norden und Osten der Kirche befand sich ein Gräberfeld, in dem auch Grabstätten aus der Wikingerzeit und Überreste zweier entdeckt wurden.
Die Reste der Kirche wurden bei Ausgrabungsarbeiten erstmals 1877 entdeckt und in den Jahren 1929 sowie von 1963 bis 1967 und von 1969 bis 1971 bei archäologischen Untersuchungen freigelegt. Heute sind Teile der Klosterruine in den Gebäudekomplex der Bibliothek von Tønsberg integriert.